# Ernest Rouart
Ernest Rouart (Paris 1874 - id. 1942) est un peintre, aquarelliste, pastelliste, graveur, et collectionneur français. C'est l'un des quatre fils de Henri Rouart, et le frère d'Eugène Rouart dont il fait le portrait vers 1900. Il a épousé Julie Manet, la fille de Berthe Morisot et d'Eugène Manet.
Peintre impressionniste, il a beaucoup aidé à la promotion de ce courant et beaucoup travaillé à mettre en valeur Édouard Manet, Edgar Degas, et Berthe Morisot, par des expositions importantes. Avec sa femme, ils ont fait don de tableaux de Berthe Morisot au musée du Louvre, parmi lesquels L'Hortensia, et de tableaux de Manet tel que La Dame aux éventails, qui se trouvent maintenant au musée d'Orsay.

## Biographie
Ernest Henri Rouart est né au 34, rue de Lisbonne dans le 8e arrondissement de Paris le 24 août 1874. Après des études de mathématiques qui visaient à l'introduire dans les affaires de son père, Ernest se tourne vers la peinture. Il est aidé en cela par un ami intime des Rouart : Edgar Degas qui lui donne des leçons et l'encourage à copier les maîtres du Louvre. Il lui fait expérimenter les préparations utilisées par les anciens comme Mantegna dont Ernest copie La Sagesse victorieuse des vices. Cette copie d'abord ébauchée en vert pomme sera entièrement recouverte de rouge pour obtenir le ton voulu selon la théorie de Degas qui a soixante-dix ans à cette époque. Cette copie de Mantegna par Edgar Degas est conservée au musée d'Orsay, pastel sur toile, 66 × 81 cm, 1897. 

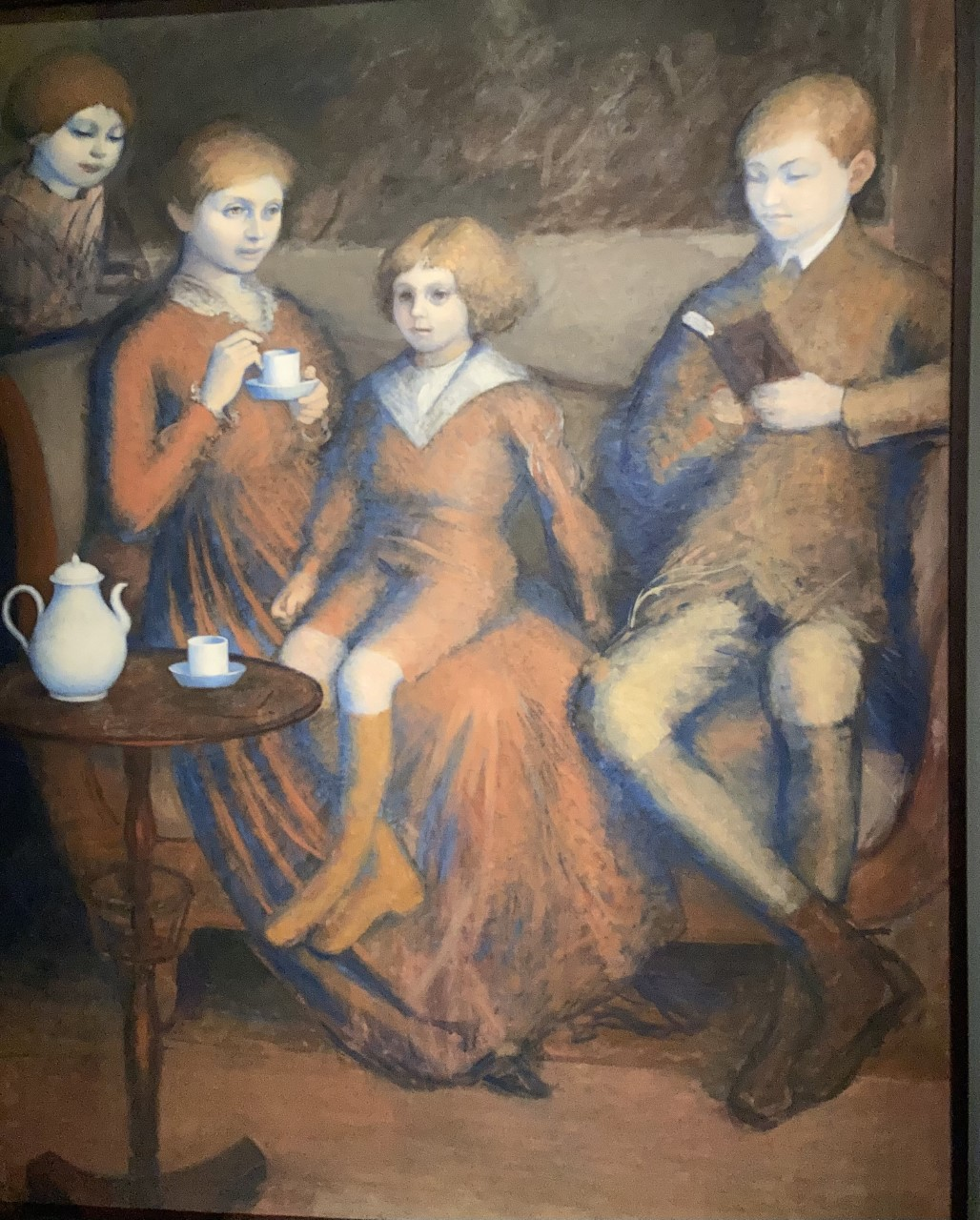
Mme Ernest Rouart et ses trois fils (1913) par E. Rouart, coll. part.

C'est Degas qui lui fait rencontrer Julie Manet pour un « thé » qu'il donne rue Victor-Massé, c'est encore lui qui préside au mariage des deux jeunes gens. Les époux vont s'installer rue de Villejust (aujourd'hui rue Paul-Valéry)  dans le XVIe, dans un hôtel particulier où habitent aussi Jeanne Gobillard, cousine de Julie et son mari, Paul Valéry qui est un ami de Degas.
De son mariage, il aura trois enfants : Julien (né en 1901), Clément (né en 1906) et Denis (né en 1908).
Collectionneur comme son père, Ernest acquiert, à la vente de la collection d'Henri Rouart vers 1912, un certain nombre d'œuvres par l'intermédiaire du galeriste Paul Durand-Ruel. Pendant la guerre de 1914, il s'arrange pour obtenir une permission au moment de la vente Degas.
Ernest expose à la Société nationale des beaux-arts en 1899, au Salon des indépendants, puis au Salon des Tuileries. Il fait partie du comité du Salon d'automne où il expose. En 1932, c'est lui qui organise l'exposition du Centenaire de Manet au musée de l'Orangerie, celle de Degas en 1937, et celle de Berthe Morisot en 1941. 
Rouart meurt en son domicile parisien du XVIe arrondissement au 40, rue de Villejust (de nos jours, Rue Paul-Valéry), le 27 février 1942.
Il est enterré au cimetière de Passy à Paris, à côté de son épouse Julie Manet (2e division, en face de la 13e division)

## Œuvres (sélection)
- Agathe Valéry lisant sur un canapé du Mesnil chez Berthe Morisot (vers 1916)
- La Femme au manteau rouge (1899)
- Nu assis de dos
- Le Mesnil
- Eugène Rouart ou l'Homme au chien  (1904), coll. part.
- Portrait de Julie Manet peignant (1905), coll. part.
- Autoportrait (1908), coll. part.
- Julie et son fils aîné Julien
- Soirée à l'opéra (vers 1910), coll. part.
- Mme Ernest Rouart et ses trois fils (1913), coll. part.
- Baigneuse dans une forêt (1922), coll. part.
- Portrait de Paul Valéry (1930), coll. part.